# Petru Efros
Petru Efros (n. 23 octombrie 1964, Drăsliceni, r. Criuleni) este un fost fotbalist, antrenor, manager sportiv și agent FIFA din Republica Moldova.

## Biografie
Petru Efros a început să practice fotbalul la vârsta de 10 ani, fiind discipol al lui Efim Popandopulo. El a absolvit Școala Republicană de Fotbal, apoi s-a lansat în fotbalul mare.
La vârsta de 19 ani a ajuns la Zimbru Chișinău, care pe atunci se numea Nistru Chișinău. După un an petrecut aici, pleacă în Ucraina unde trece pe alte câteva cluburi. Se reîntoarce în țară în 1988 și evoluează ca jucător-antrenor la echipele Izvoraș Drăsliceni și Constructorul Chișinău, încheindu-și astfel și cariera de jucător.
În primăvara anului 1990 el a fondat clubul de fotbal Agro Chișinău sub numele de Constructorul Chișinău, președinte al căruia a fost până în 1999. Între 1990 și 2003 a antrenat echipele Agro Chișinău, Zimbru, FC Edineț, activând și ca selecționer al naționalei Moldovei la futsal, și al naționalei de juniori Under-17. În 2004 a devenit oficial agent FIFA (impresar). Între 2007-2008 a fost antrenor principal al echipei Beșiktaș Chișinău.
Petru Efros e căsătorit și are un fiu, Cristian "Efrosinho" Efros, care este fotbalist și antrenor de fotbal și el.

## Palmares
- Campion al Moldovei la fotbal juniori: 1982
- Finalist al Campionatului Mondial din Argentina 1994, ca antrenor al selecționatei Moldovei de futsal: 1994
- Finalist al Campionatului European din Danemarca 2001, ca antrenor al selecționatei Moldovei U-17 (aceasta fiind prima și unica reușită de acest gen până în acest moment): 2001

## Legături externe
- Biografie Petru Efros Arhivat în 21 decembrie 2014, la Wayback Machine.
- Efros Sports Management Moldova
- Profil pe footballfacts.ru